# Михничи (Залесский сельсовет)
Ми́хничи (бел. Мі́хнічы, пол. Michnicze) — деревня в Сморгонском районе Гродненской области Белоруссии.
Входит в состав Залесского сельсовета.
Расположена на юго-западе района. Расстояние до районного центра Сморгонь по автодороге — около 12,5 км, до центра сельсовета агрогородка Залесье по прямой — 14,5 км. Ближайшие населённые пункты — Базары, Коммунарка, Мыксы. Площадь занимаемой территории составляет 0,1447 км², протяжённость границ 3240 м.

## История
Деревня отмечена на карте Шуберта (середина XIX века) как околица Михниче в составе Кревской волости Ошмянского уезда Виленской губернии. В 1865 году упоминаются деревня и фольварк Михничи. Деревня насчитывала 8 ревизских душ, фольварк относился к имению Титин.
После Советско-польской войны, завершившейся Рижским договором, в 1921 году Западная Белоруссия отошла к Польской Республике и деревня была включена в состав новообразованной сельской гмины Крево Ошмянского повета Виленского воеводства.
В 1938 году фольварк Михничи насчитывал 2 дыма (двора) и 8 душ, деревня 14 дымов и 61 душу соответственно.
В 1939 году, согласно секретному протоколу, заключённому между СССР и Германией, Западная Белоруссия оказалась в сфере интересов советского государства и её территорию заняли войска Красной армии. Деревня вошла в состав новообразованного Сморгонского района Вилейской области БССР. После реорганизации административного-территориального деления БССР деревня была включена в состав новой Молодечненской области в 1944 году. В 1960 году, ввиду новой организации административно-территориального деления и упразднения Молодечненской области, Михничи вошли в состав Гродненской области.

## Население
| 1938 | 1999 | 2009 |
| ---- | ---- | ---- |
| 69   | 25   | 12   |

## Транспорт
К северо-западу от Михничей проходит автодорога местного значения Н6144 Голешонки — Олешишки.

## Достопримечательности
Неподалёку от деревни находится кладбище павших в Первую мировую войну, также в 2 км к юго-востоку от деревни расположены фортификационные сооружения постройки 1915—18 годов.